# Stephen Smale
Stephen Smale (Flint, Míchigan, 15 de julio de 1930) es un matemático estadounidense, conocido por sus contribuciones en Topología y Geometría diferencial.
Se doctoró en 1957, en la Universidad de Míchigan, bajo la supervisión de Raoul Bott. En ese momento comenzó a enseñar en la Universidad de Chicago. En 1960 pasó a enseñar en la Universidad de California, Berkeley. Entre sus grandes logros matemáticos está demostrar el Teorema de Poincaré para todas las dimensiones mayores o iguales que cinco. Por sus trabajos recibió la Medalla Fields en 1966.

## Educación y carrera
Ingresó a la Universidad de Míchigan en 1948. Inicialmente, Smale era un buen estudiante, logrando ingresar en una clase honoraria de cálculo dictada por Bob Thrall sacando las notas más altas. Sin embargo, los años siguientes estuvieron plagados de notas mediocres, incluso llegando a reprobar física nuclear. Con algo de suerte, Smale fue aceptado como estudiante graduado en el departamento de matemáticas de la Universidad de Míchigan. Nuevamente, Smale sacó malas notas en sus primeros años, promediando una C como estudiante graduado. Smale comenzó a trabajar duro solamente cuando el jefe del departamento, Hildebrant, amenazó con expulsarlo de la universidad. Smale finalmente obtuvo su doctorado en 1957, bajo Raoul Bott.

## Algunas publicaciones
- The Story of the Higher Dimensional Poincaré Conjecture (what actually happened on the beaches of Rio). Mathematical Intelligencer 1990

- A classification of immersions of the 2-sphere. Bull. AMS 1958, y Transactions AMS 1958

- Generalized Poincaré's conjecture in dimensions greater than four. Annals of Math. 74: 391, 1961.

- A survey of some recent results in differential topology. Bull. AMS 1963.

- Finding a horseshoe on the beaches of Rio. Mathematical Intelligencer 1998

- Differentiable dynamical systems. Bull. AMS 73: 747-817, 1967.

- On the problem of reviving the ergodic hypothesis of Boltzmann and Birkhoff. En: Helleman (ed.) Nonlinear dynamics. Ann. NY Academy of Sci. 1979.

- con Morris Hirsch. Differential equations, dynamical systems and linear algebra. Academic Press 1974

## Literatura
- Steve Batterson. The mathematician who broke the dimension barrier. Am. Mathematical Soc. 2000.

- Phillips: Turning a sphere inside out. Sci. Am. mayo de 1966.

- Hirsch. The work of Stephen Smale in differential topology. En: Hirsch (ed.) From topology to computation: Proceedings of the Smalefest, Berkeley 1990. Springer 1993.

- Shub. What is a Horseshoe? Notices AMS, mayo de 2005.

- Donald J. Albers, G. L. Alexanderson, Constance Reid. More Mathematical People – Contemporary Conversations, Academic Press 1994.